# قلک‌انداز
قلک‌انداز (به لاتین: Ghulakandoz) یک منطقهٔ مسکونی در تاجیکستان است که در ولایت سغد واقع شده‌است.